# گومسه

گومسه شهری در شهرستان توئسه در استان بازگا در بورکینافاسوی مرکزی است و جمعیت آن ۷۶۶ نفر است.